# Desastres em 1973
Nesta página encontrará referências aos desastres ocorridos durante o ano de 1973.

## Março
- 1 de março - Ocorreu um Ataque à embaixada da Arábia Saudita em Cartum perpetrado por membros da Organização Setembro Negro. Desse ataque terrorista resultou a morte de três reféns.[1]

## Outubro
- 11 de Outubro, Crise sísmica na ilha do Pico, na ilha do Faial, e na ilha de São Jorge, Açores.[2]

## Novembro
- 23 de Novembro, pelas 12 h 36 min., registou-se um violento sismo (grau 7/8 da (escala Wood-Neumann), provocou graves danos, nas casas. Derrubou muros destruiu estradas.